# تپه شیرتازه
تپه شیرتازه مربوط به سدهٔ ۷ و ۸ ه.ق است و در شهرستان شمیرانات، روستای کند علیا واقع شده و این اثر در تاریخ ۱ مهر ۱۳۸۲ با شمارهٔ ثبت ۱۰۳۸۰ به‌عنوان یکی از آثار ملی ایران به ثبت رسیده است.